# Villalta (Burgos)
Villalta (o Villata) es un despoblado del municipio español de Los Altos, perteneciente a la provincia de Burgos, en la comunidad autónoma de Castilla y León. Está situado en la comarca de Las Merindades.

## Geografía
- Situado en medio del páramo de Masa a la altitud de 1060 m sobre el nivel del mar. Por tanto esta situación condicionó la dedicación de sus habitantes sobre todo a la ganadería ovina. La agricultura también en los zonas apropiadas para ella.
- No tiene protección de los vientos.
- Las aguas en el oeste del terreno de este pueblo van hacia el río Moradillo a través de diversos arroyos, fuentes y manantiales, como el arroyo de Horadada, el arroyo de Peracho o fla uente Hontalvilla que pese a manar casi a nivel del páramo, es el primer nivel al que sale el agua que el páramo recibe tanto en lluvia como nieve.

## Vías de comunicación

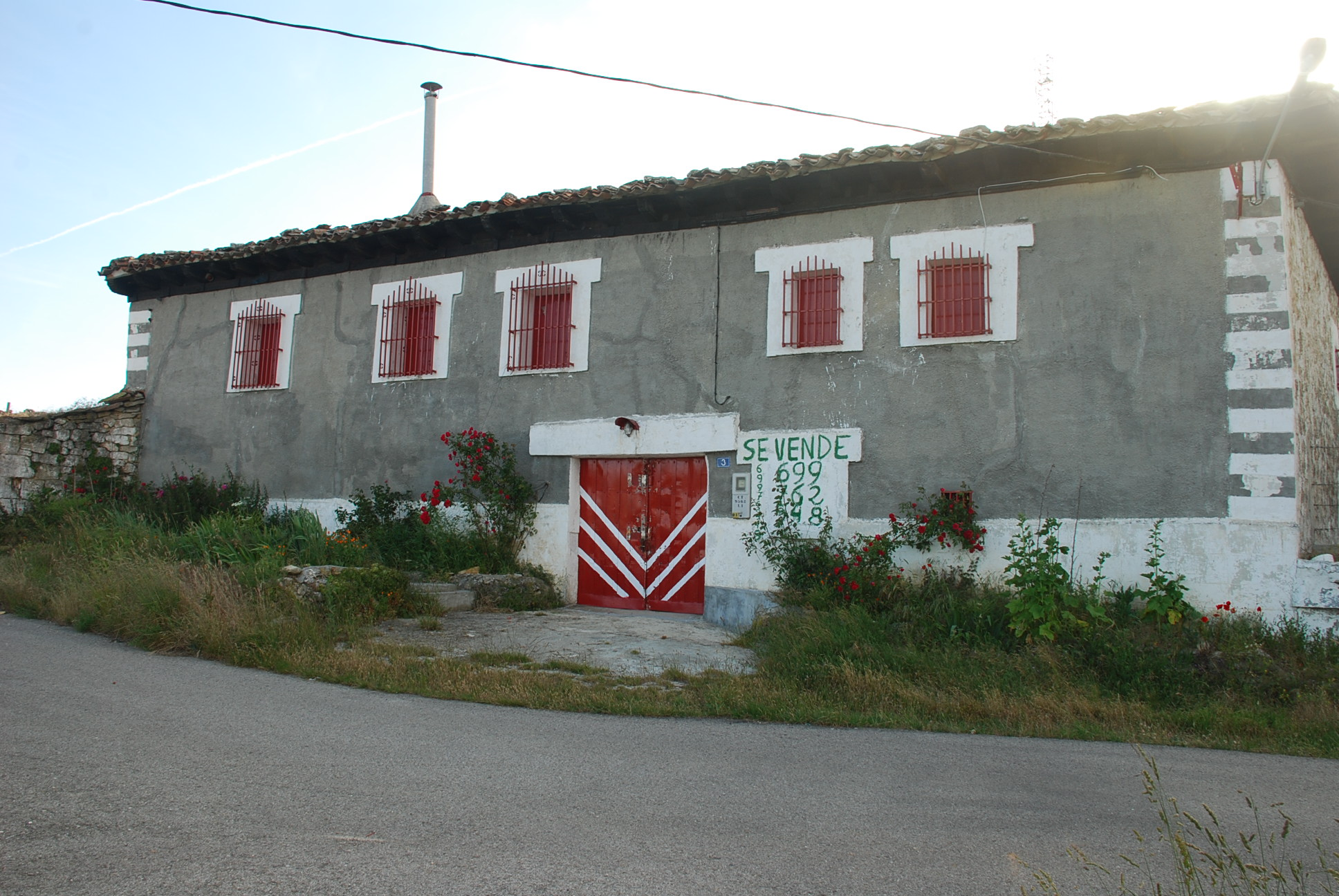
Vista de una de las últimas casas que permanecieron habitadas en Villalta. Actualmente en venta.

Circunvalación en el punto kilométrico 44 de la carretera autonómica CL-629 de Sotopalacios (N-623) a El Berrón (BI-636) pasando por Villarcayo y también por el puerto de La Mazorra.

## Historia
Antiguamente recibía el nombre de El Cuerno o El Cuerno de Butrón. Se alude a ella en el año 945, al mencionar el Cuerno de Buetrone y también en un documento de tiempos de San Fernando, 1222, por la donación del castillo de Butrón.
Lugar en el Partido alto, uno de los cuatro en que se dividía la Merindad de Valdivielso en el Corregimiento de las Merindades de Castilla la Vieja, jurisdicción de realengo con regidor pedáneo. A mediados del XIX el lugar tenía contabilizada una población de 60 habitantes. Aparece descrito en el decimosexto volumen del Diccionario geográfico-estadístico-histórico de España y sus posesiones de Ultramar de Pascual Madoz de la siguiente manera:

VILLALTA: l. en la prov., aud. terr., c. g. y dióc. de Búrgos (9 leg.), part. jud. de Villarcayo (5), ayunt. de la merind. de Valdivielso (2 1/2). sit. en terreno muy elevado; reinan con frecuencia los vientos del N.; su clima es escesivamente frio, y se padecen pulmonias. Tiene 17 casas y una igl. parr. (San Pedro) servida por un cura párroco. El térm. confina: N. Pesadas; E. Escobados; S. Cernegula, y O. Masa. El terreno es muy seco y frio; participa de monte y llano; le cruza la carretera de Búrgos á Bercedo, en la cual hay un parador muy concurrido. prod.: cereales y legumbres; cria ganado lanar y caza de perdices. pobl.: 16 vec., 60 alm. cap. prod.: 141,800 rs. imp.: 13,709.
(Madoz, 1850, p. 174)

Está situada en la Ruta Carlos V.
A la caída del Antiguo Régimen queda agregado al ayuntamiento constitucional de Merindad de Valdivielso, en el partido de Villarcayo perteneciente a la región de Castilla la Vieja.
A principios del siglo XX pasa a depender del nuevo ayuntamiento denominado Los Altos de Dobro por división del municipio llamado Merindad de Valdivielso.

## Monumentos

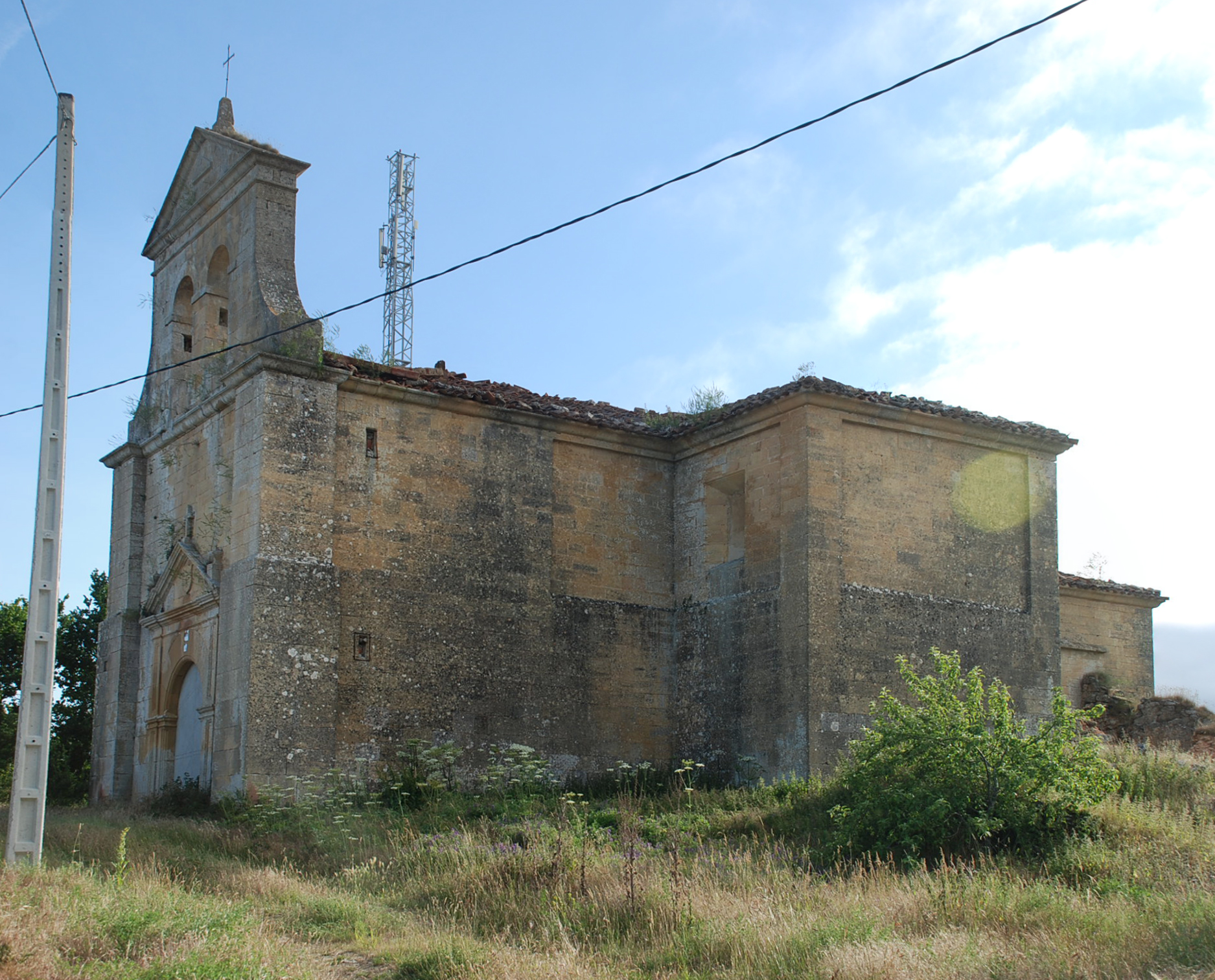
Iglesia de San Pedro

- Iglesia de San Pedro: templo de excelente sillería con portada neoclásica y espadaña. Actualmente se encuentra cerrada para preservarla de la ruina total ya que a finales del siglo XX fue utilizada incluso como corral de ovejas.
- Parada de diligencias: en cuya fachada reza la inscripción "Parador de Agustín González. Año de 1787", refugio de trajineros y buhoneros que hacía un alto en el camino del pescado durante las frías soledades del páramo. Este mesón estuvo abierto hasta la década de 1950.

## Festividades
Antiguamente se celebraba la festividad de El Rosario, el primer domingo de octubre. Lógicamente se celebraba cuando aún quedaban vecinos, hoy en día el pueblo está casi deshabitado y por lo tanto ya no hay fiesta.